# Yangtorp
Yangtorp är ett buddhistiskt qigongtempel och hotell i Hörby kommun. Marcus Bongart startade bygget av templet på 1990-talet med stort finansiellt stöd från Anni-Frid Lyngstad. Bongart grundade templet för att introducera sin form av den kinesiska traditionen kallad qigong i södra Sverige. Men byggandet av templet drog ut på tiden och hamnade i tvist med Lyngstad över 40 miljoner kronor, men Bongart vann tvisten. Under denna rättsprocess skedde många stölder, templet förföll och Bongart blev fälld för bokföringsbrott. Detta bidrog till att Yangtorp såldes år 2013 och den nya ägaren började att färdigställa anläggningen som till slut öppnade 2015, fortfarande med Marcus Bongart i styrelsen.
2023 tog den Indiska "rörelsen" Oneness över templet, som driver det vidare under namnet Oneness Nordic.